# Tolerancja farmakologiczna
Tolerancja farmakologiczna, tolerancja na lek, tolerancja leku – zjawisko polegające na coraz słabszym działaniu leku w miarę jego przyjmowania, zmuszające do zwiększania dawki w celu uzyskania tego samego skutku (zwykle niekorzystne z punktu widzenia terapii).
Efekt ten występuje także w przypadku substancji psychoaktywnych – zwany jest wówczas tolerancją funkcjonalną lub tolerancją fizjologiczną.
Rodzaje tolerancji farmakologicznej:
- tolerancja farmakodynamiczna (w odniesieniu do substancji psychoaktywnych zwana też toksykodynamiczną)
- tolerancja farmakokinetyczna (inaczej metaboliczna, w odniesieniu do substancji psychoaktywnych zwana też toksykokinetyczną)